# Orestias silustani
Orestias silustani är en fiskart som beskrevs av Allen 1942. Orestias silustani ingår i släktet Orestias och familjen Cyprinodontidae. IUCN kategoriserar arten globalt som sårbar. Inga underarter finns listade i Catalogue of Life.